# Josefina Benedetti

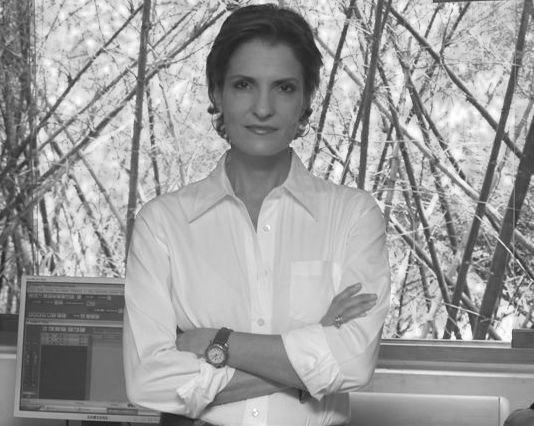
Josefina Benedetti

Josefina Benedetti (* 17. September 1953 in New Haven, Connecticut) ist eine amerikanisch-venezolanische Komponistin.

## Leben
Benedetti studierte in Caracas und London Klavier und danach am Instituto Universitario de Estudios Musicales (IUDEM) Chorleitung (1991) und am Conservatorio Juan José Landaeta Komposition (1994).
Von 1991 bis 1995 war sie Präsidentin der Juventudes Musicales de Venezuela, von 1995 bis 2000 der Fundación Orquesta Filarmónica Nacional. Daneben war sie Generalsekretärin der Consejo Venezolano de la Música bei der UNESCO, Mitglied des Vorstandes der Sociedad Venezolana de Música Contemporánea und der Fundación Teatro Teresa Carreño sowie Direktorin für Kultur der Universidad Central de Venezuela (2000-06), wo sie eine Professur für Musikästhetik übernahm.
Benedetti wurde dreimal mit dem Premio Nacional de Composición (1989, 1993 und 1998), mit dem Premio Municipal de Música de la Ciudad de Caracas (1990) und dem Premio de Composición Fundación José Antonio y Carmen Calcaño (1993) ausgezeichnet.

## Werke
- Cantar, 1988
- Canción de cuna, 1988
- Palabreo, 1989
- Suite del intrépido, 1990
- Intermezzo Nº 1, 1991
- La canción del pirata, 1992
- La muerte del delfín, 1992
- Con Corda, 1992
- Guatopo, 1993
- Requiem para un siglo, 1993
- Ut Pictura Poesis?, 1993
- Hojas al viento, 1994
- Miserere mei, 1996
- Citas inocentes, 1996
- Impromtu Carnavalesco Pantanal, 1998
- Macuro, 1998
- Danzas lunares, 1999
- Montuno, 2001
- Cantos del camino, 2001
- Caracas, 2002
- Transistoria, 2003
- Oda a las mujeres, 2005
- Sintharte, 2006
- Etnorap, 2006
- Mbombela, 2013
- Humboldt, 2019